# Австрало-Антарктическая котловина
Австра́ло-Антаркти́ческая котлови́на — обширная подводная котловина на юго-востоке Индийского океана, расположенная между материковым склоном Антарктиды, подводным хребтом Кергелен и Австрало-Антарктическим поднятием.
Длина котловины составляет 4500 км, ширина — 1500 км. Преобладающие глубины — 4000-5000 м, наибольшая — 6089 м, расположена на северо-западе близ хребта Кергелен. Дно котловины имеет холмистый рельеф, ближе к Антарктиде значительные пространства заняты плоской абиссальной равниной. Большая часть дна представляет собой поверхность аккумулятивного выравнивания. Поверхность дна сложена диатомовыми, глинисто-диатомовыми и алевритово-глинистыми илами.